# Socialistische Patriottische Jeugdliga
De Socialistische Patriottische Jeugdliga (Koreaans: 사회주의애국청년동맹) is een jeugdorganisatie in de Democratische Volksrepubliek Korea (Noord-Korea). De Jeugdliga wordt gecontroleerd en staat direct onder leiding van het centraal comité van de Koreaanse Arbeiderspartij. De huidige naam dateert van 2016 en verwijst naar de twee eerste leiders van Noord-Korea, Kim Il-sung (vader) en Kim Jong-il (zoon). De organisatie telt 5.000.000 leden tussen de 14 en 30 jaar. Voor kinderen onder de 14 jaar bestaan er de Jonge Pioniers van Korea (verplicht lidmaatschap). De Jeugdliga is aangesloten bij de Wereldfederatie van democratische jeugd.

## Geschiedenis
Op 28 augustus 1927 werd een eerste jeugdbeweging van de Koreaanse communistische partij opgericht, de Communistische Jeugdunie van Korea. De oprichtingsdatum geldt in Noord-Korea nog altijd als "Dag van de Jeugd". Kim Il-sung was een van de oprichters van de Jeugdunie. Op 17 januari 1946 werd een nieuwe jeugdbeweging gesticht, de Democratische Jeugdunie van Korea waar aanvankelijk ook niet-communistische jongeren zich bij konden aansluiten. Met de oprichting van de Democratische Volksrepubliek Korea in 1948 werd de Democratische Jeugdunie de officiële jeugdbeweging van het land.
In 1964 werd de naam gewijzigd in Socialistische Arbeidersjeugdliga en in 1996 werd - ter ere van de eeuwig president van de Republiek - de naam Socialistische Jeugdliga "Kim Il-sung" aangenomen.
Op het 10e congres in april 2021 werd de vereniging omgedoopt tot de Socialistische Patriottische Jeugdliga.
Net als de Arbeiderspartij heeft de Jeugdliga door de jaren heen een ideologische transformatie doorgemaakt. Het marxisme-leninisme maakte in de jaren rond 1990 plaats voor Juche en later ook Songun. Leden van de Jeugdliga worden aangemoedigd om de bevolking van het land in de gaten te houden of zij niet afwijken van de juiste leer.

## Organisatie
Het bestuur wordt gevormd door een centraal comité. De huidige secretaris-generaal is Mun Chol. Door het hele land zijn er afdelingen en cellen van de Jeugdliga actief. Iedere afdeling of cel wordt geleid en gemonitord door een lokale afdeling van de Arbeiderspartij.

## Publicatie
Het centraal comité van de Jeugdliga publiceert een landelijk blad, Chongnyon Jonwi.